# I Can Only Imagine (David Guetta)
I Can Only Imagine è un singolo del DJ francese David Guetta, pubblicato il 4 maggio 2012 come sesto estratto dal quinto album in studio Nothing but the Beat.
La parte vocale del brano è affidata al cantante statunitense Chris Brown e al rapper statunitense Lil Wayne.

## Video musicale
Prima che il videoclip ufficiale venisse pubblicato, sul canale VEVO dell'artista è stato pubblicato il lyrics video del brano, ovvero un video nel quale scorrono sullo schermo le parole della canzone mediante l'uso di effetti speciali e grafici.
Il videoclip ufficiale è stato pubblicato il 2 luglio 2012. Esso è ambientato nello spazio, e vede la partecipazione di Chris Brown e Lil Wayne, che hanno già collaborato alla parte vocale del brano.

## Tracce
1. I Can Only Imagine (feat. Chris Brown & Lil Wayne) – 3:29